# Anarquistas, Graças a Deus
Anarquistas, Graças a Deus é o livro de estreia da escritora brasileira Zélia Gattai, publicado em 1979. Nele a autora, filha de imigrantes italianos, traz reminiscências do país na primeira metade do século XX, bem como histórias de sua infância.
Zélia Gattai é filha de Ernesto Gattai, anarquista italiano que participou ativamente do movimento operário da cidade de São Paulo. Fez parte, também, da Colônia Cecília, reduto anarquista na cidade de Palmeira no interior do estado do Paraná que durou de 1890 a 1894. Idealizado por Giovanni Rossi, anarquista italiano.  
Zélia Gattai recebeu pelo livro o Prêmio Paulista de Revelação Literária de 1979.

## Televisão
A Rede Globo produziu uma minissérie de mesmo nome, com direção-geral de Walter Avancini. A produção foi realizada pelo Núcleo da TV Globo em São Paulo, gravada na cidade de Joanópolis, em 1982. A minissérie foi vendida para vários países, como Angola, Argentina, Bolívia, Estados Unidos, Itália, Honduras, Portugal, Suíça e Venezuela.